# Kerkdriel
Kerkdriel of (voor 1944) Driel is een Nederlands dorp, gelegen aan de Maas. Het dorp telt 8.325 inwoners (per 1 januari 2023). Het behoort tot de Gelderse gemeente Maasdriel en is tevens de hoofdplaats van de gemeente. Het gemeentehuis van Maasdriel is gevestigd aan de Kerkstraat.

## Etymologie
De eerste vermelding van het dorp stamt uit 815/816 ('Drielo'). De naam bestaat uit twee woorden 'drie' en 'lo'. Het eerste deel verwijst naar de drie woonkernen (Kerkdriel, Velddriel en Hoenzadriel) of een driesprong en het tweede deel van de naam naar een loofbos op een oeverwal.

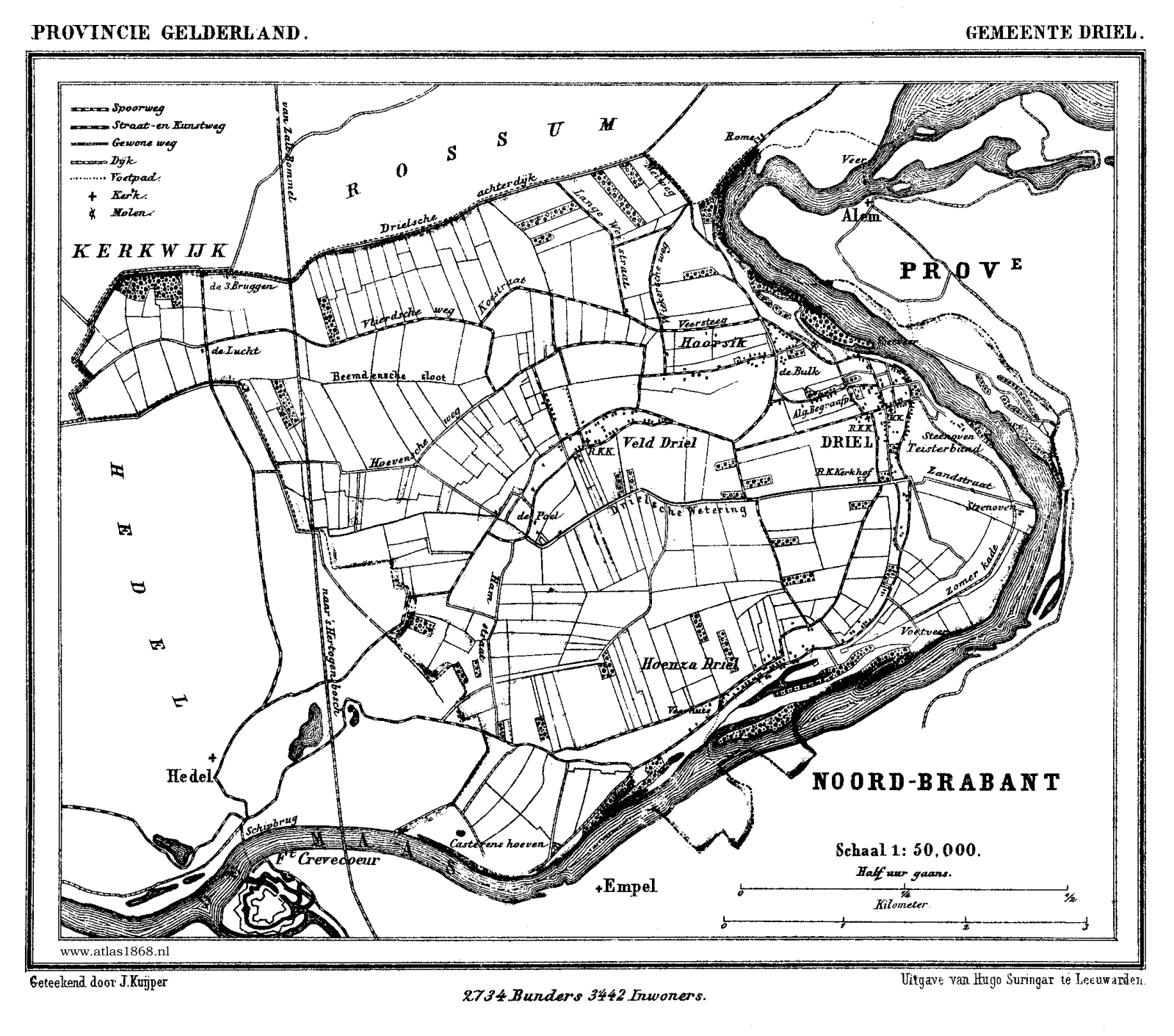
Kaart (Maas)Driel

## Geschiedenis
Kerkdriel ontstond in de vroege middeleeuwen op een stroomrug van de Maas. Geleidelijk aan ontstond een dorp langs drie evenwijdig aan de dijk verlopende straten. De jaren '30 van de 20e eeuw brachten de afsnijding van Maasmeanders in het kader van de Maasverbeteringswerken. De Maas kwam daarbij verder van het dorp af te liggen. Tijdens de Tweede Wereldoorlog, in 1944, werd heel wat schade in het dorp aangericht. In de 2e helft van de 20e eeuw breidde Kerkdriel zich sterk naar het westen uit. Zandwinning zorgde voor het ontstaan van waterplassen en ten noorden daarvan werd een grote jachthaven aangelegd.
De omgeving van Kerkdriel wordt gekenmerkt door grootschalige tuinbouw en champignonteelt. Veel Oost-Europese arbeiders, met name Polen maar in mindere mate ook Bulgaren, werken begin 21e eeuw in de tuinbouw en hebben in het centrum van de plaats ook Poolse winkels en dergelijke opgericht.

## Bezienswaardigheden
Het hart van Kerkdriel wordt gevormd door het Mgr. Zwijsenplein, vernoemd naar voormalig aartsbisschop Joannes Zwijsen die uit Kerkdriel afkomstig was. Vroeger heette dit plein D'n Delkant. Hier is de wekelijkse markt en een uitgaanscentrum. In juli is er een plaatselijke kermis en een jaarmarkt.
- Aan Mgr. Zwijsenplein 2 is het voormalig gemeentehuis (1888) te vinden, ontworpen door architect Derk Semmelink. Dit is in neorenaissancestijl en heeft een klokkentorentje met uivormige bekroning.
- De huidige protestantse kerk werd gebouwd in 1952. De oude kerk stamde gedeeltelijk uit de 14e eeuw, de toren had ook een karakteristieke kromme spits, maar werd in april 1945 door Duitse militairen opgeblazen.
- De rooms-katholieke Sint-Martinuskerk werd in 1954 gebouwd in de stijl van de Bossche School. De oude rooms-katholieke kerk werd eveneens in april 1945 opgeblazen. De oude kerk was een Waterstaatskerk, gebouwd in 1829. In 1905 werd er een grote toren bijgebouwd, die mgr. Zwijsentoren werd genoemd.
- Het Driels Museum, ondergebracht in een oud schoolgebouw. De vaste collectie bevat objecten met betrekking tot de lokale geschiedenis van Kerkdriel, Velddriel, Hoenzadriel en Alem.
- Stellingmolen de Sara Catharina. Deze molen was tot circa 2000 in bedrijf. Na een onderbreking wordt sinds globaal 2012 weer op periodieke basis gemalen.
- Het huis Teisterbant, aan Teisterbandstraat 27. Het gebouw werd eerst genoemd in 1399. Deze verwijzing betreft alleen het voorhuis. Het achterhuis dateert uit de 17de eeuw.[2]
- Villa Maria, aan Kievitsham 5, is van 1905 en heeft elementen uit de jugendstil.
- Urinoir, aan Maasbandijk 1, van omstreeks 1900.
- Boerderij Scherpenheuvel, aan Teisterbandstraat 26, hallenhuisboerderij met 17e-eeuwse kern.

Zie ook
- Lijst van rijksmonumenten in Kerkdriel
- Lijst van gemeentelijke monumenten in Kerkdriel

## Natuur en landschap
Kerkdriel ligt aan de Maas op ongeveer 3 meter hoogte. De Maas liep vroeger direct ten noordoosten van de kom. Gedurende de jaren '30 van de 20e eeuw werden Maasmeanders afgesneden, en de meander bij Kerkdriel werd afgedamd. Wat bleef was het Alemse Gat en het Gat van Sientje, twee doodlopende stromen die met de Maas in verbinding staan. Zand- en grindwinning in de 2e helft van de 20e eeuw heeft ten oosten van Kerkdriel plassen doen ontstaan (De Zandmeren), tegenwoordig in gebruik als recreatieterrein, jachthaven en dergelijke. Ook langs de voormalige meander ten noordoosten van Kerkdriel vindt men recreatie (golfterrein, jachthaven, camping). In het zuiden, bij Hoenzadriel, vindt men rivierduinen en uiterwaarden.

## Media en cultuur

### Radio en televisie
Na de gemeentelijke herindeling in 1999 werd de lokale omroep stichting Maasdriel opgericht, RTM. Deze zender begon met radio-uitzendingen en later met een eigen lokale kabelkrant. Per 1 januari 2015 heeft de lokale omroep echter haar uitzendingen gestaakt. Daarnaast is er nog een aantal regionale omroepen te ontvangen in Kerkdriel: Omroep Brabant, Omroep Gelderland, en Radio 8FM.

### Dag- en weekbladen
Het regionale dagblad in Kerkdriel is het Brabants Dagblad. Deze krant heeft een eigen editie voor de Bommelerwaard. Daarnaast zijn er de gratis wekelijkse huis-aan-huisbladen Het Carillon en De Toren.

### Sportverenigingen
Zwemvereniging Kerkdriel is een zwemvereniging die uitkomt in de Gelderse B-competitie en de Eon zwemcompetitie en traint in de Kreek. Ook is Voetbalvereniging D.S.C. in Kerkdriel gevestigd. Tevens zijn er een badmintonvereniging, tennisvereniging en een golfclub met een 9-holes golfbaan.

### Recreatie
Langs de Maas bij Kerkdriel ligt het recreatiegebied de Zandmeren.

### Horeca
Flicka is een restaurant aan de Berm met een Michelinster.

### Carnaval
Tijdens carnaval staat Kerkdriel bekend als Teskesdurp.

## Onderwijs
Kerkdriel heeft twee basisscholen, de Mgr. Zwijsenschool en de openbare basisschool De Meidoorn.

## Verkeer en vervoer
De N831 loopt even ten noorden van Kerkdriel; via deze weg kan men de A2 (afrit 19) bereiken. Tussen Kerkdriel, Rossum en Alem bevindt zich een grote rotonde, waar de N831 uitkomt op de N322 (Nieuwendijk - Zaltbommel - Nijmegen).
Het busbedrijf Arriva heeft de concessie voor buslijn 165 (Druten - Kerkdriel - 's-Hertogenbosch), maar laat de busdienst verzorgen door kleine vervoersbedrijven.
Er gaat ook een schoolbus (lijn 665) vanuit Rossum, via Kerkdriel naar 's-Hertogenbosch.

## Nabijgelegen kernen
In de buurt van Kerkdriel liggen Velddriel, Alem, Rossum, Hoenzadriel en Hurwenen.
De steden 's-Hertogenbosch en Zaltbommel liggen ook in de buurt van Kerkdriel.

## Geboren
- Egon van Kessel (1956), wielrenner, bondscoach, ploegleider

## Afbeeldingen

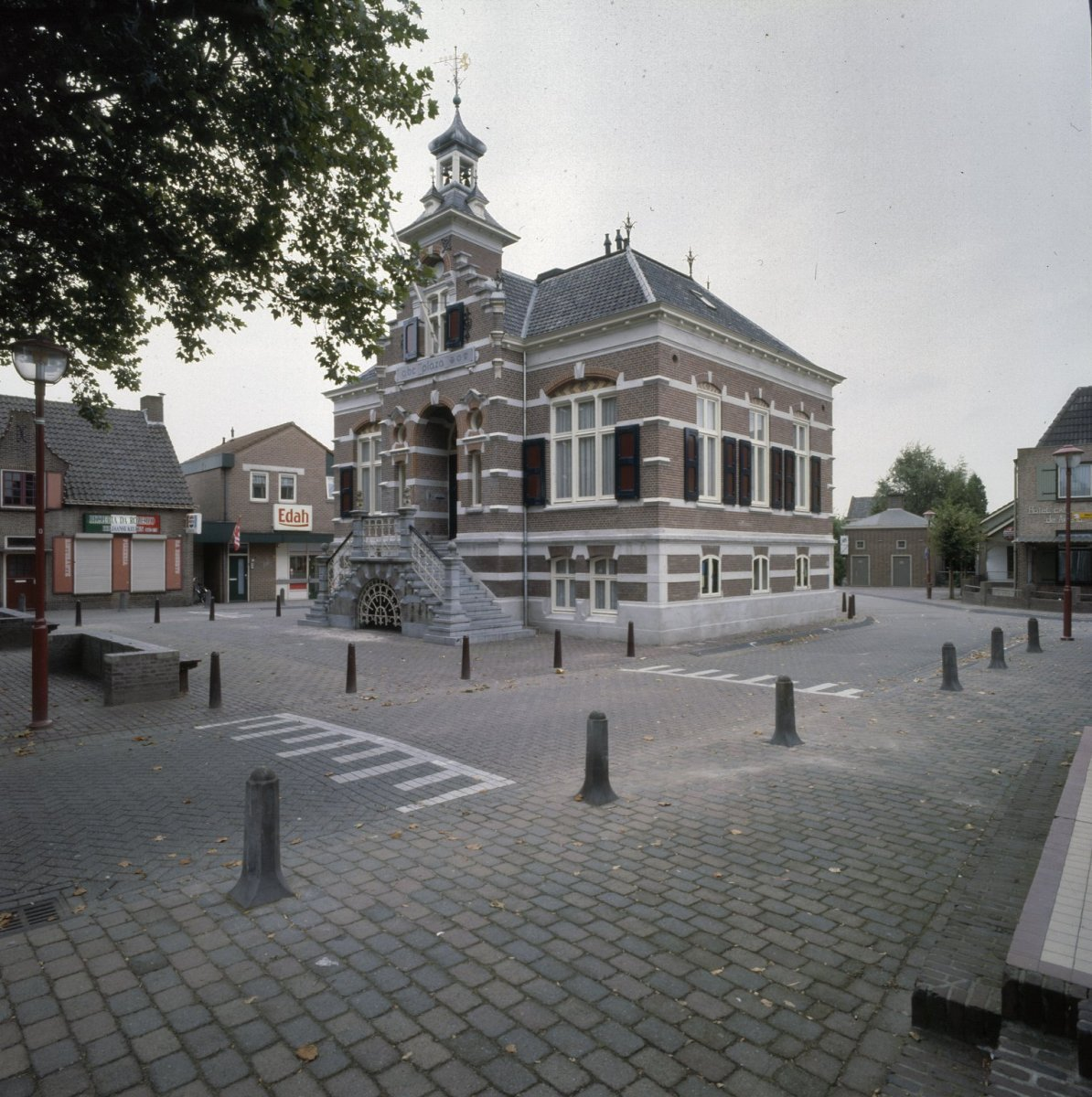
Voormalig gemeentehuis
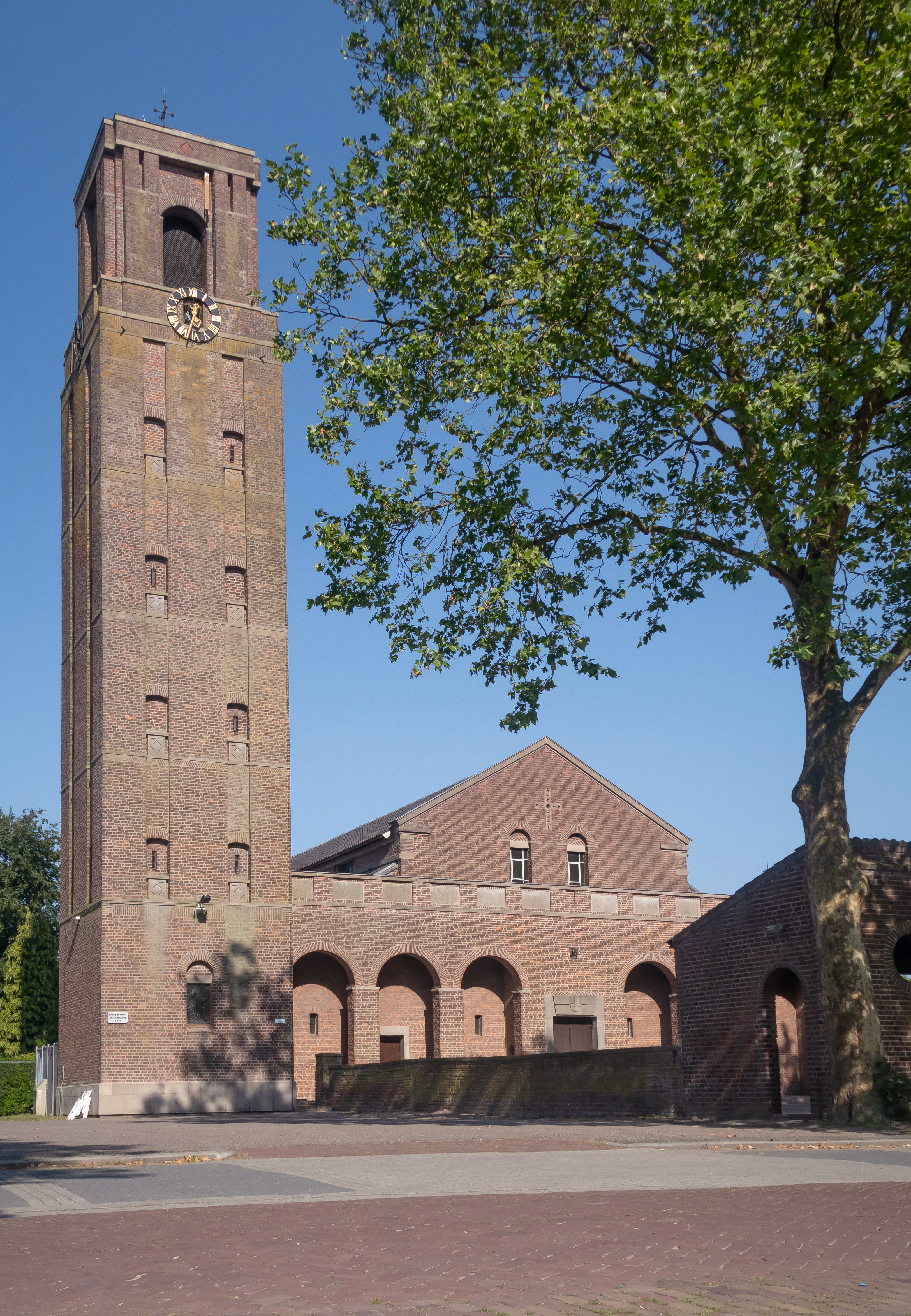
Toren van de katholieke kerk
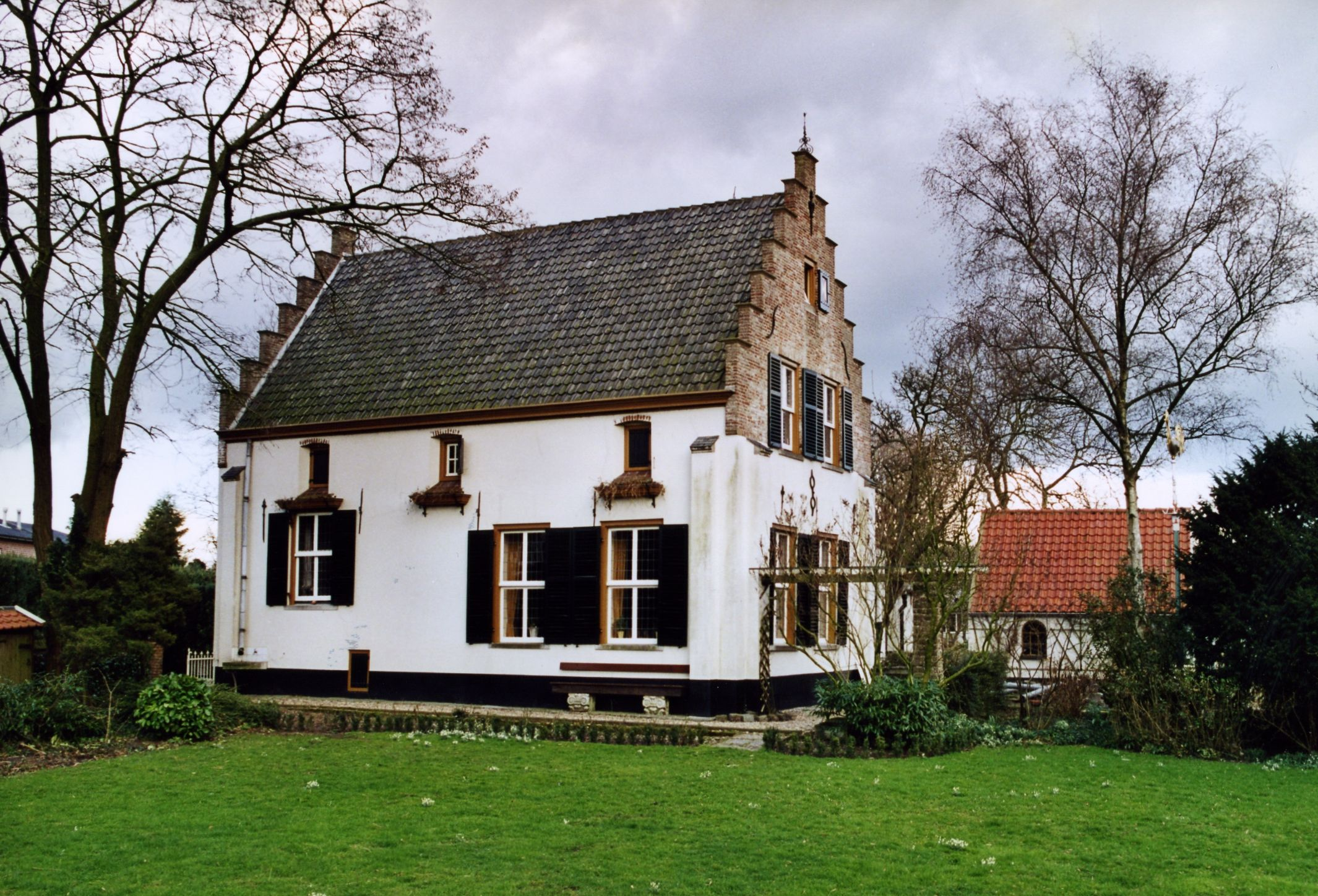
Rijksmonument Het Teisterbant
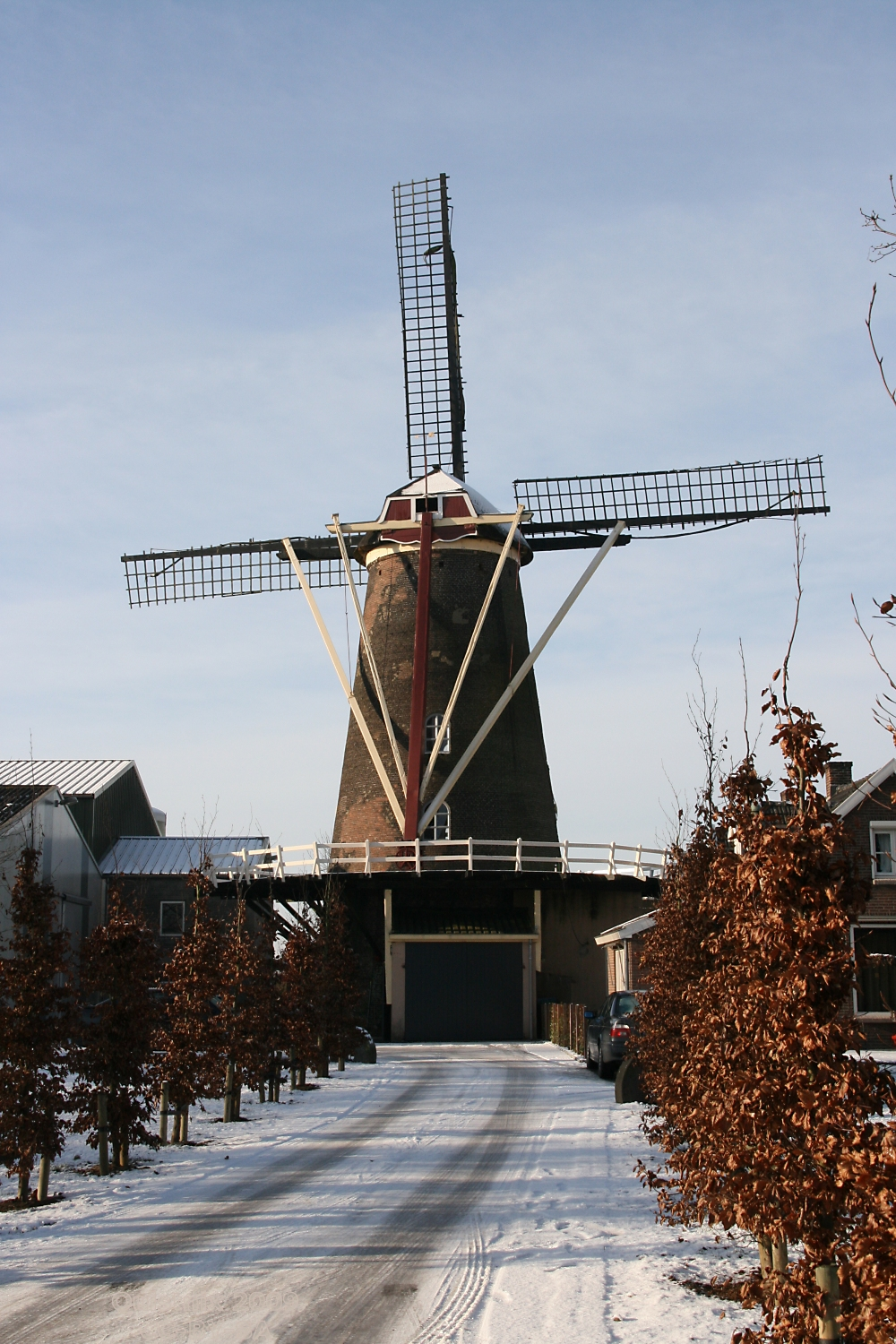
Sarah Catharina molen